# Шудра Євгенія Олександрівна
Євгенія Олександрівна Шудра (1917 — ?) — радянська діячка, секретар Київського міського комітету КПУ з питань ідеології, декан планово-економічного факультету Київського інституту народного господарства. Кандидат економічних наук, доцент.

## Біографія
Освіта вища. Член ВКП(б) з 1940 року.
У 1955 — січні 1963 року — секретар Київського міського комітету КПУ з питань ідеології.
У 1963—1965 роках — заступник начальника Головного управління виробництва культурно-побутових товарів Української Ради народного господарства (Укрраднаргоспу).
Викладала в Київському інституті народного господарства імені Коротченка (нині — Київському національному економічному університеті імені Вадима Гетьмана). У 1967—1984 роках — декан планово-економічного факультету Київського інституту народного господарства імені Коротченка.

## Нагороди
- орден «Знак Пошани» (7.03.1960)
- ордени
- медалі